# Saint-Léger-de-Montbrillais
Saint-Léger-de-Montbrillais è un comune francese di 396 abitanti situato nel dipartimento della Vienne nella regione della Nuova Aquitania.

## Società

### Evoluzione demografica
Abitanti censiti